# Paul Wilde
Paul Wilde (* 3. Januar 1893 in Basel; † 1. März 1936 in Münchenstein) war ein Schweizer Plastiker, Maler und Kunstpädagoge.

## Leben und Werk

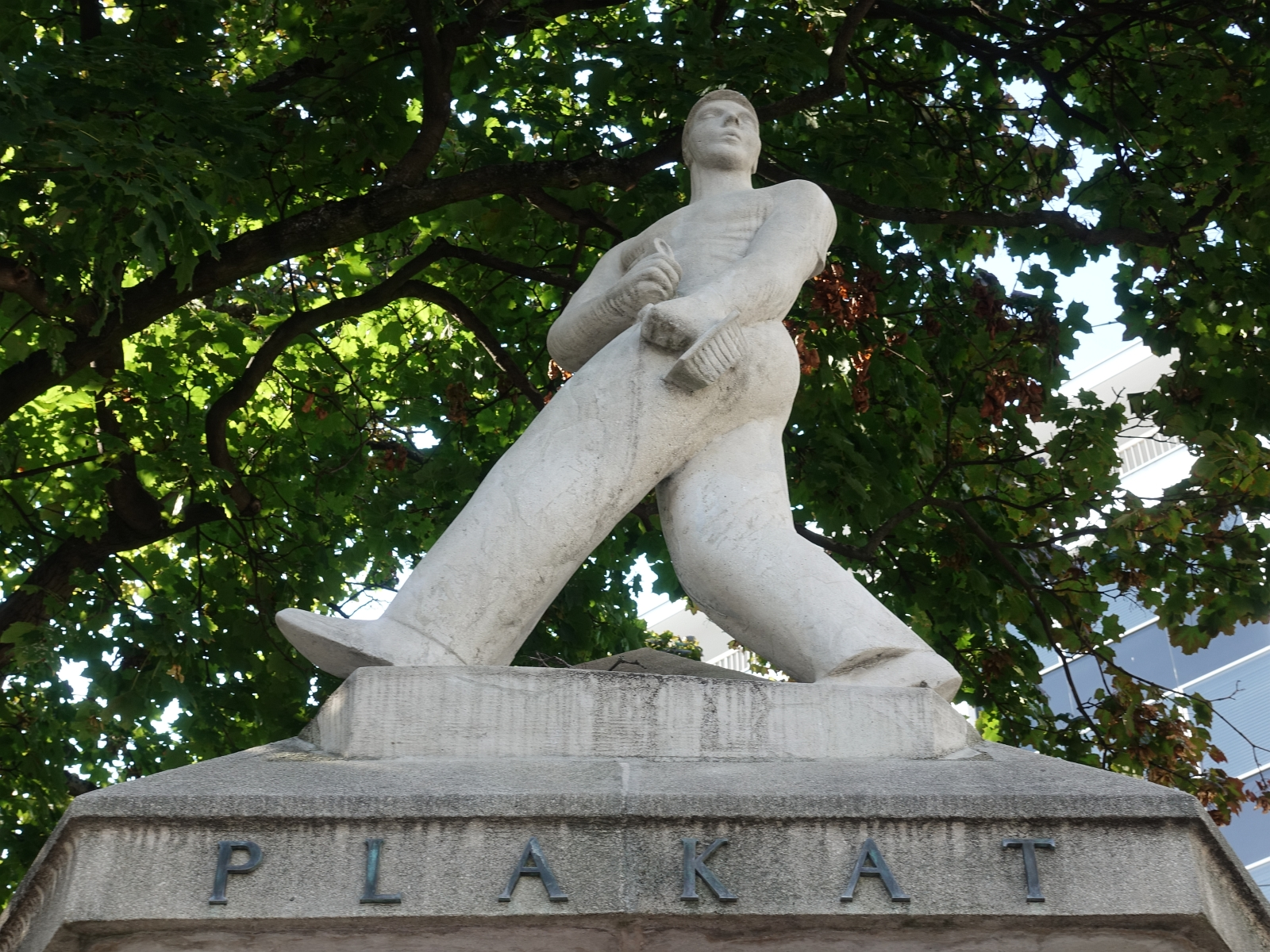
Plakatankleber 1923/1924, Aeschenplatz

Paul Wilde war der Bruder des Bildhauers Franz Peter Wilde.  Er erhielt 1924, 1925 und 1926 den Eidgenössischen Preis für Gestaltung und unterrichtete zehn Jahre lang an der Allgemeinen Gewerbeschule Basel.
Wilde schuf Plastiken im öffentlichen Raum, zahlreiche Skizzen, Grafiken, Gemälde, Modelle, Grabsteine, Wandbilder und -behänge sowie Entwürfe für Medaillen. Einige seiner Werke gingen aus den Wettbewerben des Kunstkredits Basel-Stadt hervor. Für das Kunstmuseum Basel realisierte er gemeinsam mit seinem Bruder Franz Peter Wilde die beiden Säulenträger Katze und Mann. Gemeinsam mit ihm arbeitete er 1932 ein nicht realisiertes Projekt aus, das die Korrektur des Rheins vorsah, um im Zentrum von Basel zusätzliches Land zu gewinnen.

Katze und Mann, Säulenträger beim Osteingang des Kunstmuseums Basel
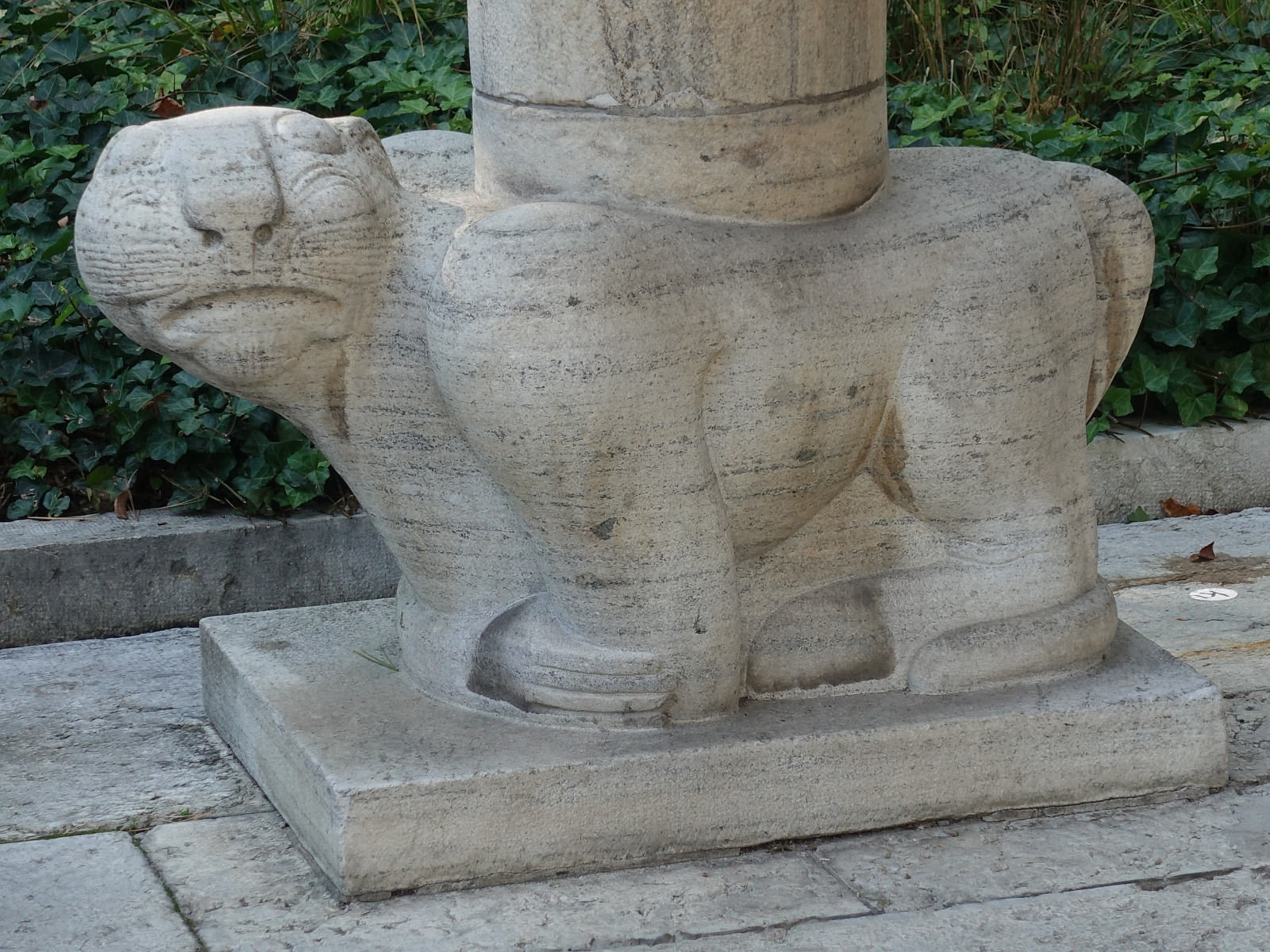
Katze
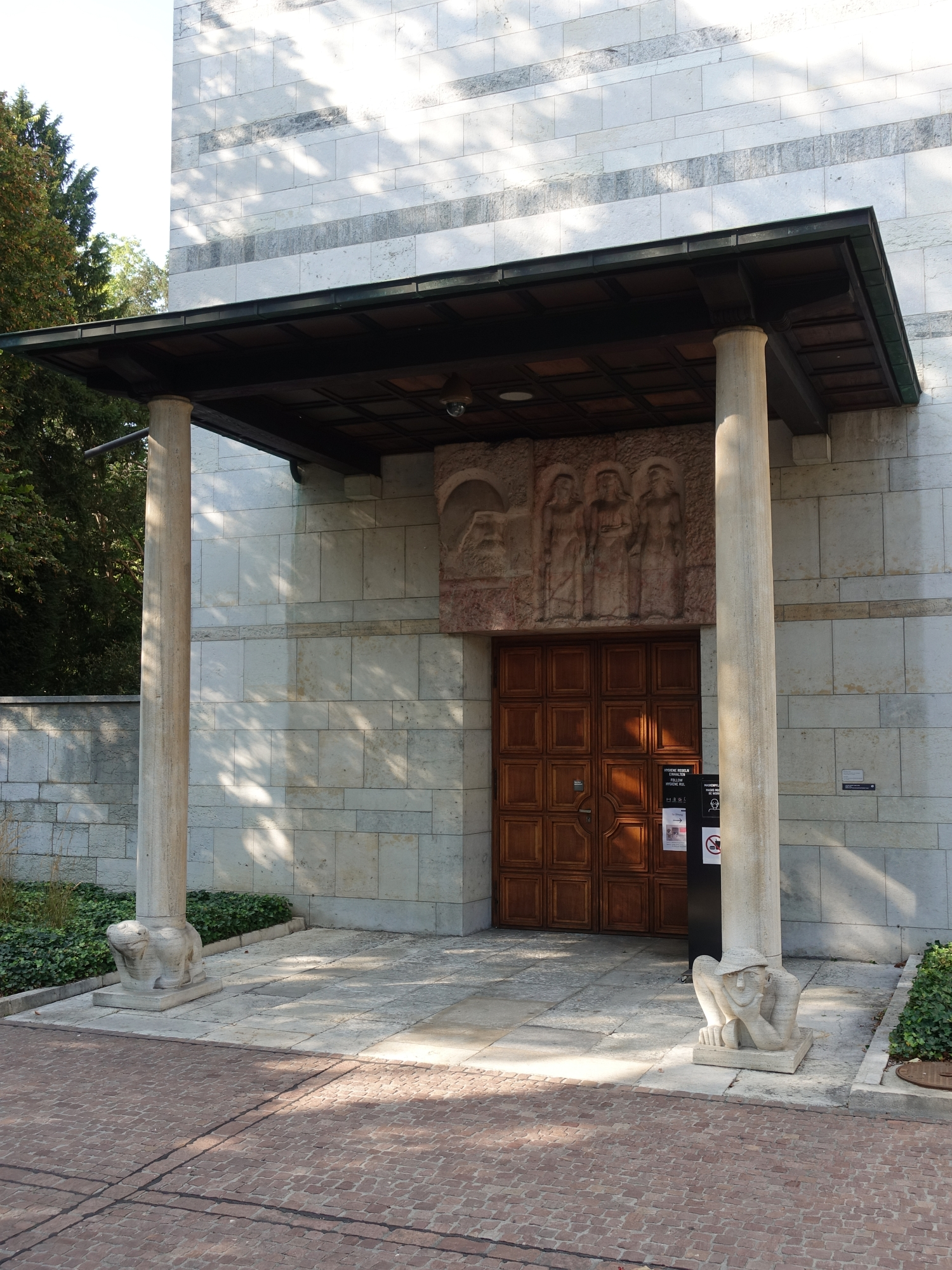
Katze und Mann
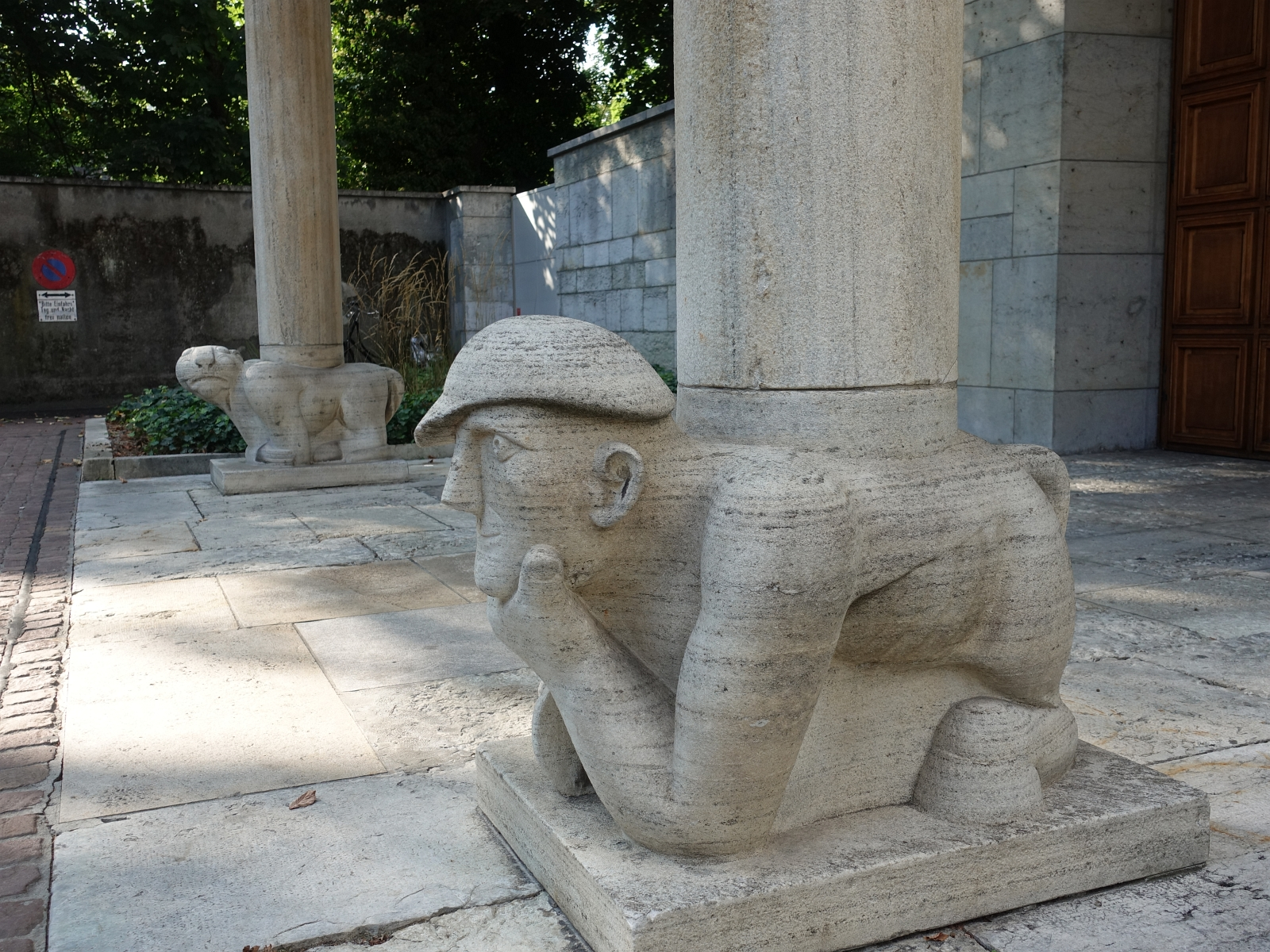
Mann, Katze im Hintergrund
Historische Fotografie von Leo Wehrli, 1938

## Werke (Auswahl)
- 1924: Skulptur Plakatankleber, Aeschenplatz Basel
- 1930: Zwei Wandbilder, Clara-Schulhaus Basel[4]
- 1934: Wandbild, Basler Heilstätte Davos[5]
- 1943: Säulenträger, Katze, Osteingang Kunstmuseum Basel